# Feodor Lynen
Feodor Felix Konrad Lynen (n. 6 aprilie 1911, München, Imperiul German – d. 6 august 1979, München, RFG) a fost un biochimist german. În 1964 a câștigat Premiul Nobel pentru fiziologie sau medicină alături de Konrad Bloch pentru descoperirile lor privind mecanismul și reglarea metabolismului colesterolului și a acizilor grași, moment în care era director al Institutului Max-Planck pentru Chimie Celulară din München. 

## Biografie
Feodor Lynen s-a născut la München la 6 aprilie 1911. Și-a început studiile de chimie la Universitatea din München în 1930 și a absolvit în martie 1937 sub cu lucrarea: „Asupra substanțelor toxice din Amanita” (coordonator: Heinrich Wieland). Lynen a rămas în Germania pe tot parcursul celui de-al Doilea Război Mondial. În 1942 a devenit lector de chimie la Universitatea din München. În 1947 devine profesor asistent, iar în 1953 profesor de biochimie. Din 1954 a fost director al Institutului Max-Planck pentru Chimie Celulară din Munchen, funcție care a fost creată pentru el la îndemnul a doi oameni de știință celebri, Otto Warburg și Otto Hahn. În 1972, acest institut a fost contopit în nou-fondatul Institut de Biochimie Max-Planck, în 1972. Tot în 1972, Lynen a fost numit președinte al Gesellschaft Deutscher Chemiker (GDCh).
În 1964 a câștigat Premiul Nobel pentru fiziologie sau medicină împreună cu Konrad Bloch pentru descoperirile lor privind mecanismul și reglarea metabolismului colesterolului și a acizilor grași. Comitetul Nobel a considerat că acest lucru este important deoarece înțelegerea metabolismului sterolilor și acizilor grași ar putea dezvălui cum colesterolul afectează bolile de inimă și accidentul vascular cerebral. Prezentarea sa în fața comitetului Nobel (susținută la 11 decembrie 1964) a fost intitulată „Calea de la acidul acetic activat către terpeni și acizi grași”. 
Lucrând de obicei separat, Lynen și Bloch au descoperit pașii care au creat squalen și l-au transformat în colesterol. Inițial, Lynen a descoperit că acetatul activat de Coenzimă A era necesar pentru a iniția procesul. El a descoperit structura chimică a acetil-coenzimei A, care a fost necesară pentru o înțelegere detaliată a mecanismelor biochimice. De asemenea, el a descoperit că biotina (vitamina B7) era necesară pentru inițierea procesului.
La 14 mai 1937, Lynen s-a căsătorit cu Eva Wieland (1915-2002), fiica mentorului său academic. Au avut cinci copii, născuți între 1938 și 1946. Feodor Lynen a murit la München la 6 august 1979, la șase săptămâni după o operație pentru anevrism.

## Recunoaștere
Fundația Alexander von Humboldt oferă o bursă care îi poartă numele. 

## Distincții și premii
- 1963: Medalia Otto Warburg a Societății Germane pentru Biochimie și Biologie Moleculară[24]
- 1964: Premiul Nobel pentru fiziologie sau medicină (alături de Konrad Bloch) „pentru descoperirile lor referitoare la mecanismul și reglarea metabolismului colesterolului și a acizilor grași”
- 1965: Crucea Federală de Merit
- 1967: Medalia normandă a Societății germane pentru cercetarea grăsimilor
- 1971: Pour le Mérite pentru știință și artă
- 1972: decorația austriacă pentru știință și artă